# همه ما شریک جرم هستیم
همهٔ ما شریک جرم هستیم رمانی در سبک خیال‌پردازی به نویسندگی کیومرث پوراحمد تحت نام مستعار حمید حامد است که سال ۱۴۰۰ توسط نشر مهری در لندن منتشر شد. این اثری صریح و انتقادی علیه انقلابِ ۱۳۵۷ و حاکمانِ نظام جمهوری اسلامی ایران و ستایشی آشکار از زنان و بعضی چهره‌های معاصر سیاسی ایران از جمله فرخ‌رو پارسا و امیرعباس هویدا است.

## نویسنده
در ابتدا نام نویسندهٔ این کتاب حمید حامد معرفی شده بود ولی نشر مهری در ۱۹ فروردین ۱۴۰۲، چند روز پس از درگذشت کیومرث پوراحمد، او را به‌عنوان نویسنده این رمان معرفی کرد. نام «حمید حامد» اشاره روشنی به نام اول دو شخصیت اصلی فیلم‌های هامون و شب یلدا دارد. «شب یلدا» از فیلم‌های شناخته‌شده پوراحمد است و هامون نیز یکی از ساخته‌های معروف داریوش مهرجویی است.
نشر مهری همچنین اعلام کرد که دانلود رمان برای کسانی که داخل ایران هستند، رایگان است؛ تصمیمی که باعث شد کتاب تا ۲۴ فروردین ۱۴۰۲، بیش از ۲۶۰ هزار بار دانلود شود.

## داستان
داستان کتاب به‌نوعی ترکیب و برگرفته و تکمیل‌شدهٔ مضمون و شخصیت‌های دو فیلمنامهٔ پیشین کیومرث پوراحمد با نام «آب و آینه» و «ماریانه» است که زمانی قرار بود با فیلم «شب یلدا» سه‌گانه‌ای را دربارهٔ مهاجرت تشکیل بدهند. داستان در سال‌های پایانی دههٔ ۴۰ شمسی در دهکده‌ای خیالی به نام «هجرک» در استان خیالی «اختران» ایران می‌گذرد و دربارهٔ جوانی به نام آرش است که دوران خدمت به‌عنوان سپاهیِ دانش را در این دهکده می‌گذراند.
شرایط و مناسبات در این دهکده که نزدیک مناطق بیابانی ایران واقع است به‌تدریج با حضور آرش، فرزند یکی از فرماندهان بلندپایهٔ ارتش شاهنشاهی، تغییر می‌کند. با حمایت و کمک مقام‌های دولتی، دهکدهٔ هجرک تبدیل به نمونهٔ کم‌نظیری از آبادی و سعادتمندی و رواداری اخلاقی می‌شود که در آن یک زن، کدخداست و اهالی، پذیرای افراد مختلف با دیدگاه‌ها و سبک زندگی مختلف و به‌شدت آزادانه هستند. وقایع کتاب به ماه‌های پس از انقلاب ایران می‌رسد؛ زمانی که بنای ساخته‌شده در دهکدهٔ خیالی فرو می‌ریزد و شخصیت‌ها ناچار به ترک ایران می‌شوند.